# Craugastor polymniae
Craugastor polymniae es una especie de anfibio anuro de la familia Craugastoridae.

## Distribución geográfica
Esta especie es endémica del estado de Oaxaca en México. Habita en Vista Hermosa a 1500 m en la ladera norte de la Sierra Juárez.

## Publicación original
- Campbell, Lamar & Hillis, 1989 : A new species of diminutive Eleutherodactylus (Leptodactylidae) from Oaxaca, Mexico. Proceedings of the Biological Society of Washington, vol. 102, n.º 2, p. 491-499[5]